# Veurne
Veurne (nemzetközileg ugyancsak használatos francia nevén Furnes) nyugat-flandriai város és község Belgiumban, tengerpart és a francia határ közelében. Magának a városnak a lakossága a 21. század elején 9200 fő, az alapfokú közigazgatási egység többi kis településével együtt a község lakossága 12000 fő körül van.
Veurne a 21. század elején kis vidéki város, amely az egyik helyi igazgatási és közlekedési központ funkcióját látja el a Westhoek francia-belga régión belül. Jelentős a városba látogató turisták száma is.

## Története
A város területén korábban sót nyertek ki a tengervízből. A települése első írásos említése 877-ből származik, amikor Furnu néven említették mint az I. Balduin flamand gróf által a vikingek betörései ellen emelt helyi kis kerek erődítmény körül létrejött falut. A 10. században ténylegesen történt viking támadás, ami után az erődítményt kibővítették. A Sint-Walburgapark nevű városi parkban látható kis domb, valamint a városi utcán körkörös alaprajza az egykori várra utal.

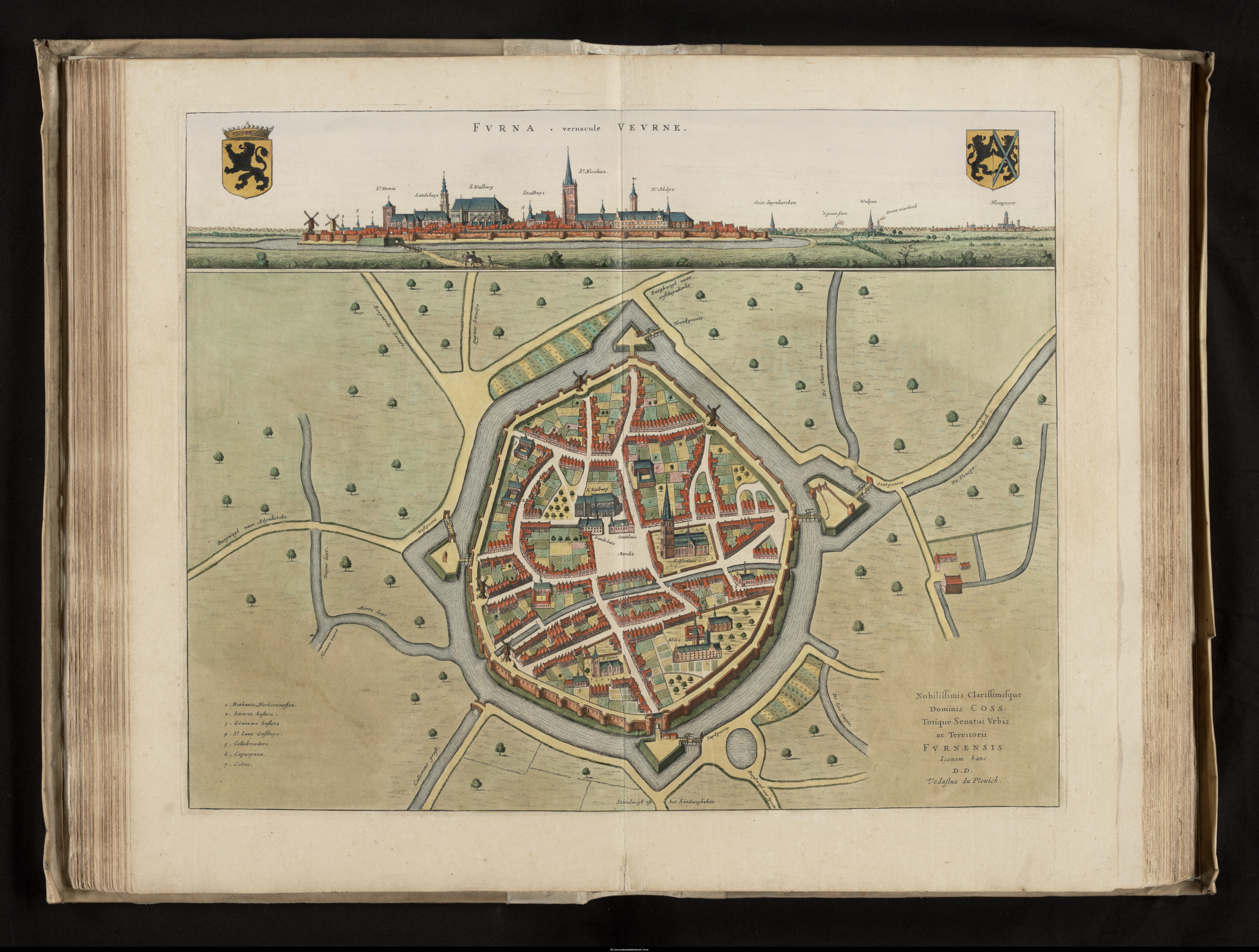
Veurne a 17. század első felében

870 körül hozták a városba Szent Valburga ereklyéit. 1060 körül már kereskedelmi valamint hivatali negyed is létezett a vár mellett. 1100 körül a jeruzsáleminek is nevezett II. Róbert flamand gróf Szent kereszt ereklyét is adományozott a településnek. 
A 14. században a várost fallal vették körül, és így a legjobban védett flandriai települések sorába került. A gazdaság alapja itt is a posztókereskedelem volt, mint általában a környéken, és ennek sikere az Anglia és Flandria közötti kapcsolatok alakulásának függvénye volt. E kapcsolatok megromlása, valamint a ma franciaországi Hondschoote település konkurenciája miatt a város fejlődése elakadt, lakosságának egy része vidékre költözött és mezőgazdasággal kezdett foglalkozni. 
A reformáció során, 1566-ban és 1578-ban a város templomai és kolostorai képrombolók áldozatai lettek. 1586-tól a város új virágzásnak indult, ekkor alapozták meg a városi főtér, a Grote Markt (Nagypiac) kialakítását, építették első házait. 1621-ben építették az új Szent Miklós-apátságot (Sint-Niklaasabdij). A 17. századi spanyol uralom emlékét a város számos építészeti eleme őrzi.
1644 körül járványok és háborúk vetettek véget a virágzásnak; új erődítményeket emeltek a város körül. Ebből a korból származik a városnak a 21. században is élő hagyománya, a helyi vezeklő körmenet (Boetprocessie).
1668–1713 között Veurne francia uralom alatt volt. A középkori erődítményeket elbontották és Vauban építményeivel helyettesítették. Ezeket 1783-ban II. József császár szereltette le. 
1831-ben Veurne az első belgiumi városként fogadta az országba érkező későbbi uralkodót, I. Lipótot. 
1906-ban Rainer Maria Rilke német költő hosszabb idő töltött a városban. Az első világháború idején a városban volt a belga hadsereg főhadiszállása. A harcok során sok épület elpusztult, ezeket 1920 és 1925 között historizáló stílusban állították helyre. A második világháborúban a kisváros csak csekély károkat szenvedett.

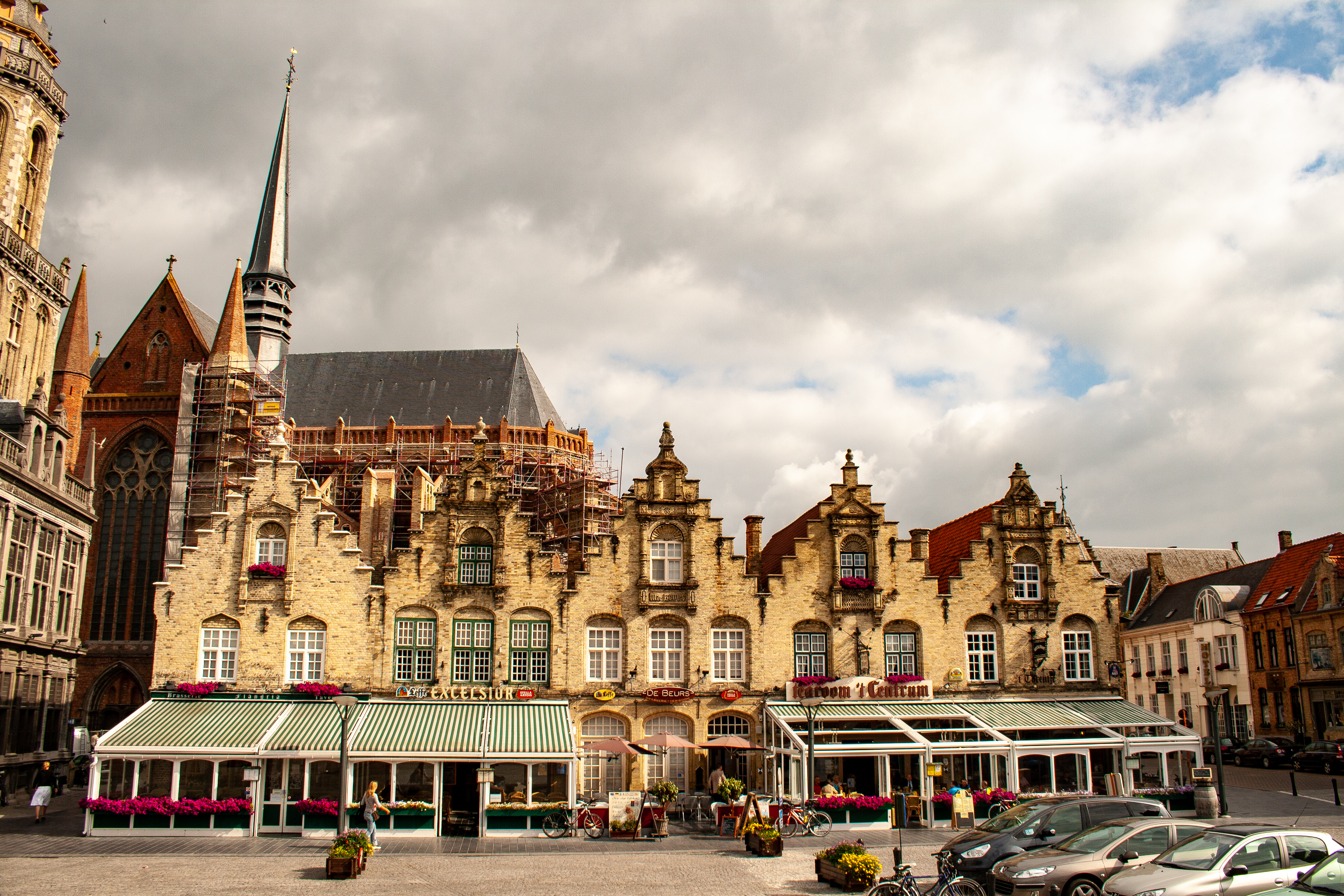
A főtér részlete
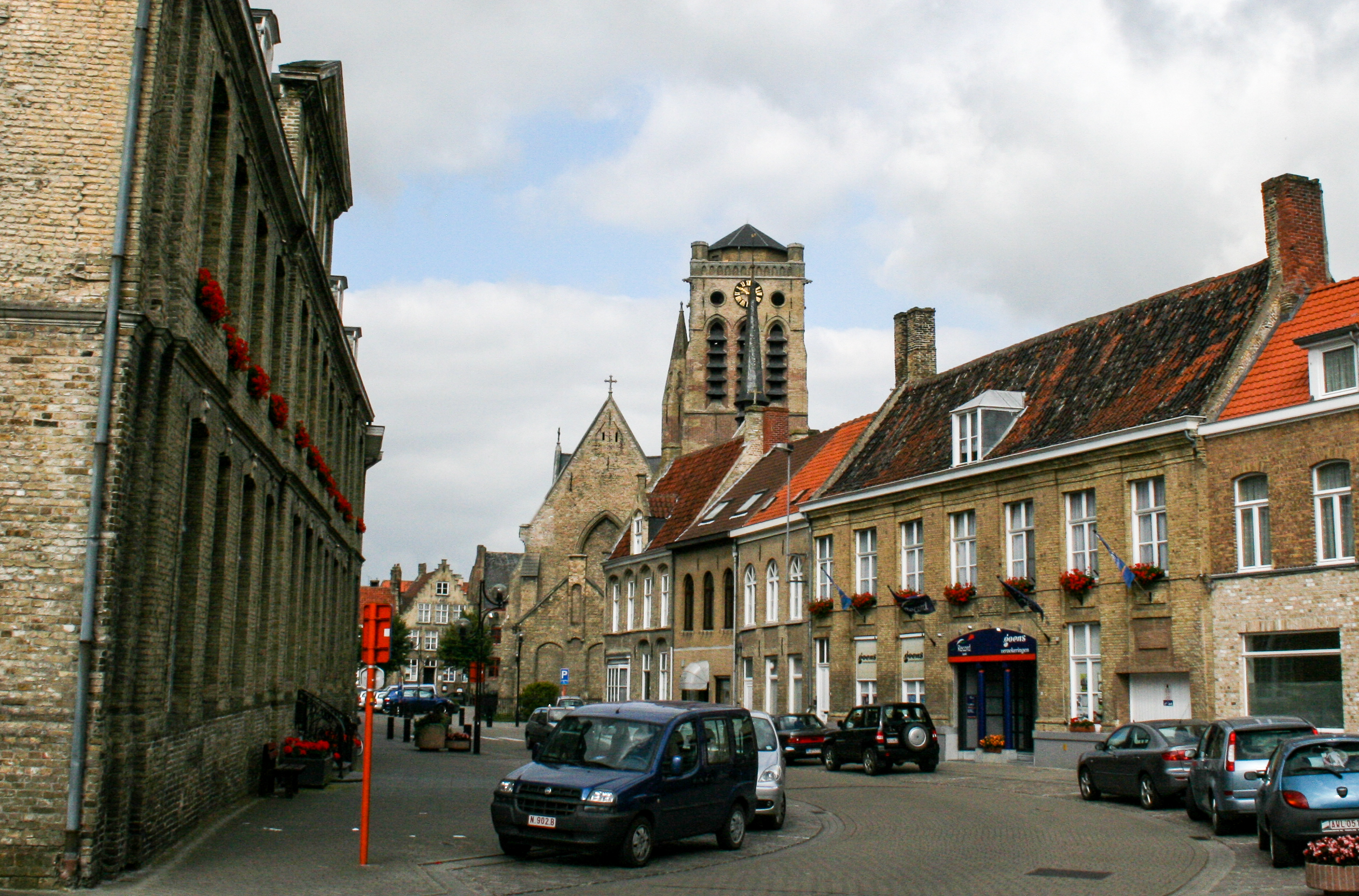
Jellegzetes utcakép
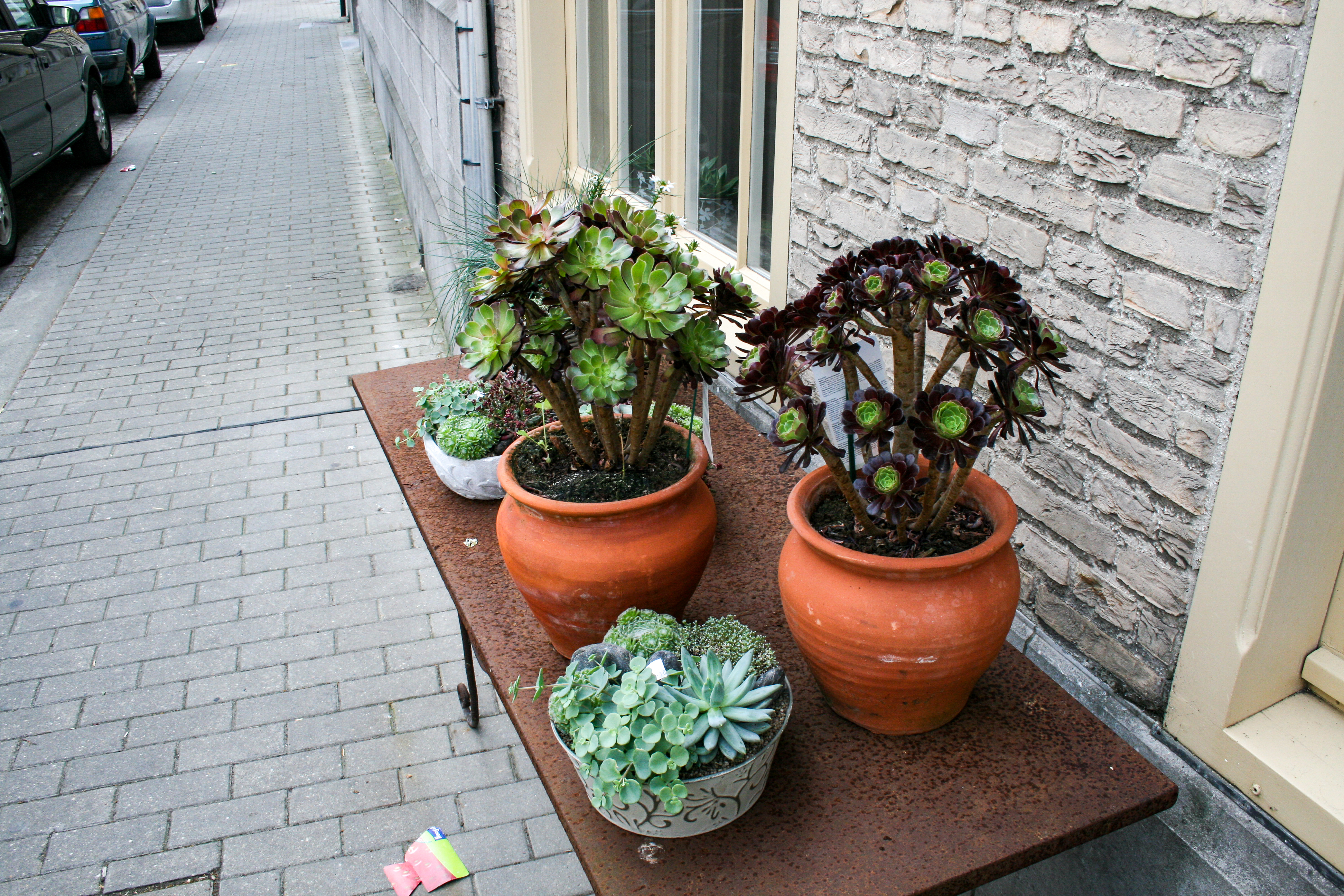
Gyakori szokás az egész régióban szobanövények kihelyezése a városi házak elé is
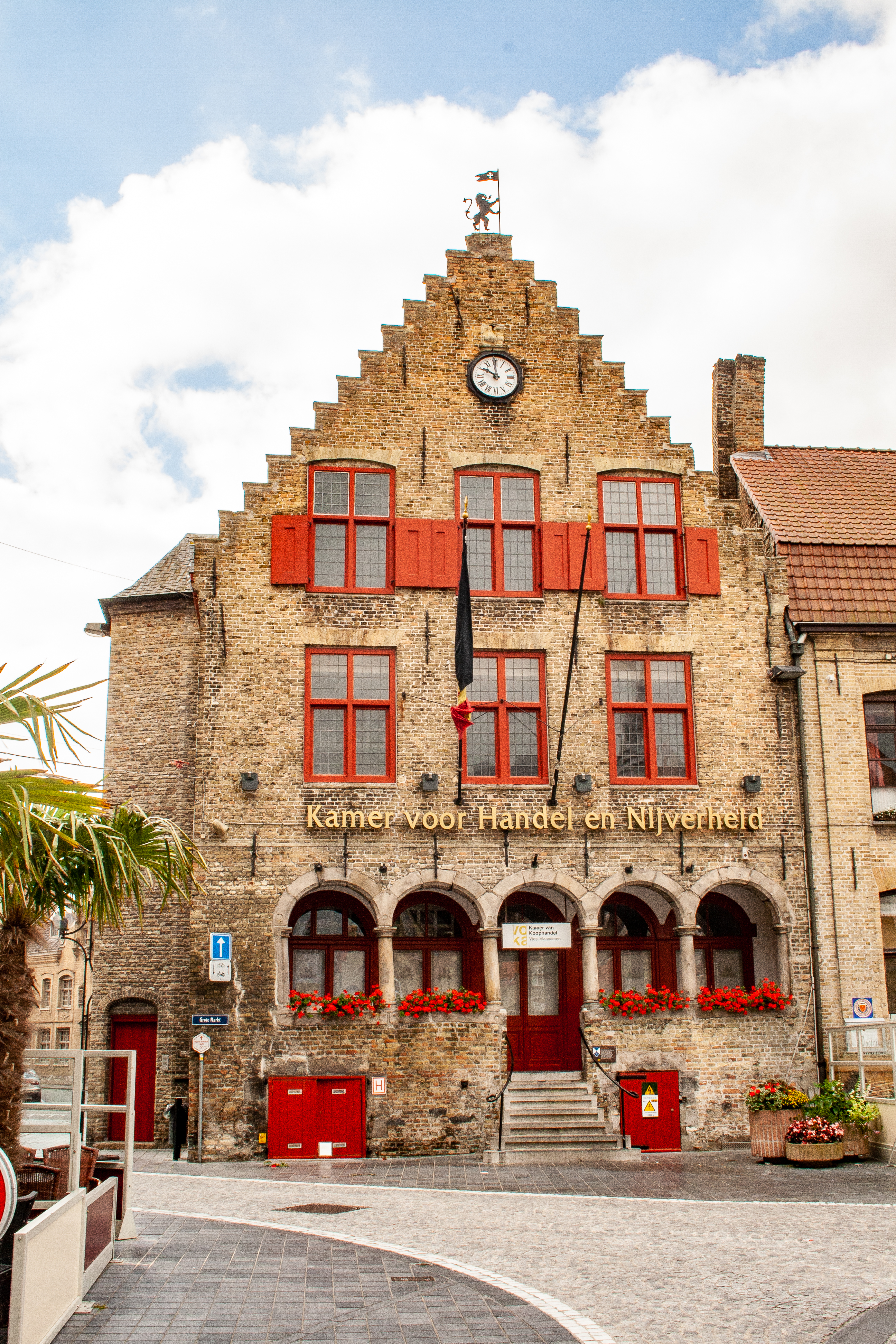
A Hoge Wacht nevű ház 1636-ból

## Veurne részközségeinek területe és lakossága
| #    | Név               | Terület km2 | Lakosság (18/08/2015) |
| ---- | ----------------- | ----------- | --------------------- |
| I    | Veurne            | 22,67       | 8.635                 |
| II   | Booitshoeke       | 3,35        | 97                    |
| III  | Avekapelle        | 4,58        | 313                   |
| IV   | Zoutenaaie        | 2,07        | 18                    |
| V    | Eggewaartskapelle | 4,90        | 163                   |
| VI   | Steenkerke        | 11,79       | 381                   |
| VII  | Bulskamp          | 8,03        | 695                   |
| VIII | Wulveringem       | 9,37        | 337                   |
| IX   | Vinkem            | 5,27        | 320                   |
| X    | Houtem            | 12,71       | 636                   |
| XI   | De Moeren         | 11,58       | 106                   |

Forrás: Veurne hivatalos honlapja Archiválva 2019. március 25-i dátummal a Wayback Machine-ben

Veurne városa és a község környező települései. A sárgával jelölt területek városi jellegűek

|  | Veurne a következő falvakkal és községekkel határos: - a. Adinkerke (De Panne) - b. Koksijde (Koksijde) - c. Wulpen (Koksijde) - d. Ramskapelle (Nieuwpoort, Belgium) - e. Pervijze (Diksmuide) - f. Lampernisse (Diksmuide) - g. Alveringem (Alveringem) - h. Oeren (Alveringem) - i. Izenberge (Alveringem) - j. Leisele (Alveringem) - k. Hondschoote (Franciaország) - l. Les Moëres (Franciaország) - m. Ghyvelde (Franciaország) |

## Fordítás
- Ez a szócikk részben vagy egészben  a   Veurne című holland Wikipédia-szócikk ezen változatának fordításán alapul.  Az eredeti cikk szerkesztőit annak laptörténete sorolja fel. Ez a jelzés csupán a megfogalmazás eredetét és a szerzői jogokat jelzi, nem szolgál a cikkben szereplő információk forrásmegjelöléseként.

## Forrás
- ↑ Pálfy: Pálfy József: Benelux államok (nagyútikönyv). Budapest: Panoráma. 1980.  = Panoráma nagyútikönyvek,  ISBN 963 243 184 7